# 凯瑟琳·布思
凯瑟琳·海尔达·瓦莱丽·布思（英語：Kathleen Hylda Valerie Booth，1922年7月9日—2022年9月29日）是一位女性计算机科学家。她创造了首个汇编语言，同时设计了伦敦大学伯贝克学院首个计算机系统的汇编程序及自动编码。除此之外，她也参与了设计自动继电计算器（Automatic Relay Calculator）、简易电子计算机（Simple Electronic Computer）及通用电子（人造丝）计算机的过程。

## 生平
凯瑟琳·布思出生于英国伍斯特郡的斯陶爾布里奇。1944年，布思获得了伦敦大学数学系的理學士学位；六年后，她获得了应用数学的博士学位。同年，布思与其同事安德鲁·唐纳德·布思成婚，并育有两子。

## 职业生涯
凯瑟琳·布思与1946至1962年间就职于伯贝克学院。1947年，她以安德鲁·布思的研究助理身份前往美国，拜访位于普林斯顿的约翰·冯·诺伊曼。回国后，她合著了《通用电子数字计算机设计总论》（General Considerations in the Design of an All Purpose Electronic Digital Computer），文中描述了使用冯·诺伊曼架构升级自动继电计算器时做出的改动。除了搭建、维护自动继电计算器的组件之外，机器的汇编语言是其贡献之一。
凯瑟琳与其丈夫工作于同一团队，分别担任编程和构建计算机的职务。他们的团队在当时是人数最少的英国计算机小组。但1947至1953年间，他们造出了自动继电计算器（Automatic Relay Calculator）、简易电子计算机（Simple Electronic Computer）及通用电子（人造丝）计算机（All-purpose Electronic (Rayon) Computer）。由于团队成员之少、研究资金欠缺，这被认为是凯瑟琳团队的卓越成就。虽然通用电子（人造丝）计算机最终造就了英国制表机公司的HEC系列，但由于团队之小，无人认为它是英国计算机领域的首屈一指。
布思定期发布有关自动继电计算器及通用电子（人造丝）计算机系统的论文，同时还撰写了《自动数字计算器》（Automatic Digital Calculators，1953），其中展示了她“规划与编码”的编程风格。1957年，布思与其丈夫和J.C.詹宁斯（J.C. Jennings）一起创立了伯贝克学院的计算机科学及信息系统系。1958年，布思在系中教授编程课程。同年，布思撰写了如何为通用电子（人造丝）计算机编程的首本书籍之一。
1944至1946年间，布思在法恩伯勒的皇家航空研究院担任初级科学官（Junior Scientific Officer）一职。1946至1962年间，布思转职至英国橡胶生产商研究协会（British Rubber Producer's Research Association）的研究科学家；她同时在1952至1962年间担任伦敦大学伯贝克学院的研究员及讲师。1962到1972年，贝斯成为了加拿大萨斯喀彻温大学的研究员、讲师和副教授。1972至1978年，她作为加拿大湖首大学的数学教授任教。
贝斯对神经网络的研究造就了多款成功模拟动物识别模式及角色的程序。1961年，在其丈夫未能获得伯贝克学院的一席之后，夫妻双方从学校辞职。他们向数控自动化系捐赠了一台I.C.T. 1400型计算机，但实际被安装至伦敦卫生与热带医学院。

## 书目列表
- Booth, Andrew D.; Britten, Kathleen H. V. . The Quarterly Journal of Mechanics and Applied Mathematics. 1949, 2 (2): 182–197. ISSN 0033-5614. doi:10.1093/qjmam/2.2.182 （英语）.
- , AU: Murdoch,   [2019-05-19], （原始内容存档于2011-06-07）.
- Booth A.D. and Britten K.H.V. (1947) Coding for A.R.C., Institute for Advanced Study, Princeton
- Booth A.D. and Britten K.H.V. (1947) General considerations in the design of an all-purpose electronic digital computer, Institute for Advance Study, Princeton
- . Proceedings of the Royal Society of London. Series A. Mathematical and Physical Sciences. 1948-07-02, 193 (1034): 305–310  [2022-02-23]. ISSN 0080-4630. doi:10.1098/rspa.1948.0048. （原始内容存档于2022-02-23） （英语）.
- Booth A.D. and Booth K.H.V. (1953) Automatic Digital Calculators, Butterworth-Heinmann (Academic Press) London
- K.H.V Booth,  (1958) Programming for an Automatic Digital Calculator, Butterworths, London